# Borsukówka
Borsukówka – wieś w Polsce położona w województwie podlaskim, w powiecie białostockim, w gminie Dobrzyniewo Duże.
Wieś królewska leśnictwa knyszyńskiego w ziemi bielskiej województwa podlaskiego w 1795 roku.
W latach 1975–1998 miejscowość administracyjnie należała do województwa białostockiego.
We wsi znajduje się pętla autobusowa oraz przystanek linii 406, której organizatorem jest Urząd Gminy Dobrzyniewo Duże, a operatorem Wschód Express. 
Pomiędzy 19 a 27 października 1943 roku Niemcy wymordowali blisko 1000 mieszkańców wsi w odwecie za wysadzenie (za pomocą miny) niemieckiego pociągu relacji Królewiec - Białystok, w którym zginęło 25 Niemców a 25 zostało rannych. 
Wierni kościoła rzymskokatolickiego należą do parafii Miłosierdzia Bożego w Pogorzałkach.

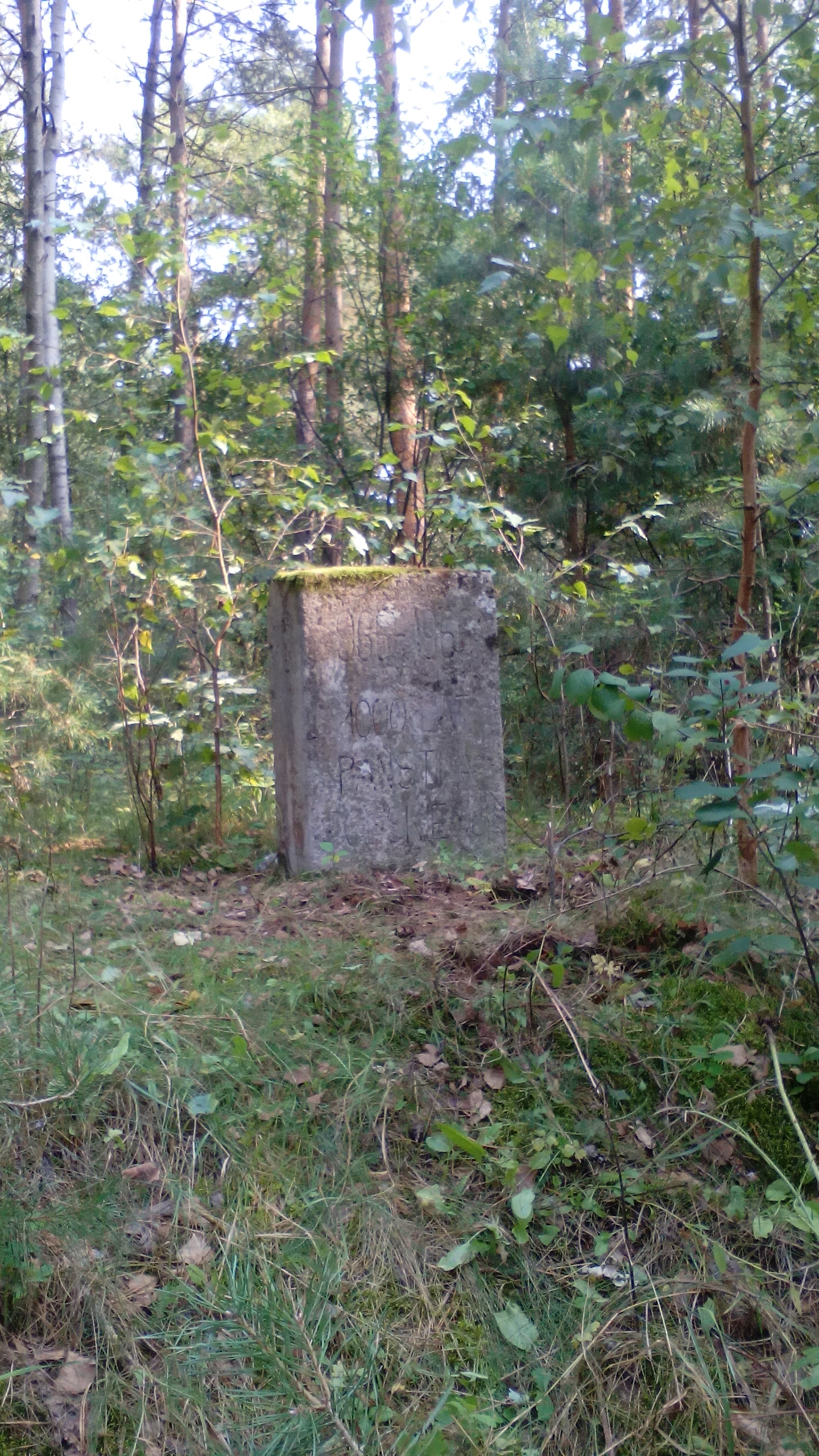
Tablica z okazji tysiąclecia

W 1966 roku została ustawiona kamienna tablica z okazji 1000-lecia Państwa Polskiego na wybudowanym kopcu w kształcie ostrosłupa czworokątnego o wymiarach podstawy kopca 10 m x 10 m i wysokości 3 m przez społeczeństwo wsi Borsukówka. 
We wsi jest przystanek kolejowy Borsukówka.